# Hejőbába
Hejőbába es un pueblo húngaro perteneciente al distrito de Tiszaújváros, condado de Borsod-Abaúj-Zemplén.

## Superficie
Cuenta con una superficie de 18,72 km².

## Demografía
Hasta 2024 la población era de 1877 habitantes, con una densidad de población de 100,26 hab/km².
| Gráfica de evolución demográfica de Hejőbába entre 2020 y 2024 |
|                                                                |
| Datos según la Oficina Central de Estadística de Hungría.      |